# نخست‌وزیر فلسطین
نخست‌وزیر فلسطین، رئیس دولت فلسطین است. این منصب از ژانویه ۲۰۱۳ وجود دارد، زمانی که تشکیلات خودگردان فلسطین به‌طور رسمی به نام دولت فلسطین تغییر نام داد و جایگزین مقام قبلی نخست‌وزیر تشکیلات خودگردان فلسطین شد.

## دوره
نخست‌وزیر توسط رئیس‌جمهور فلسطین به مدت ۴ سال منصوب می‌شود.

## فهرست نخست‌وزیران (۲۰۱۳–اکنون)
| ردیف | تصویر        | نام (تاریخ مرگ)          | دوره          | دوره          | دوره           | حزب سیاسی | منابع             |
| ردیف | تصویر        | نام (تاریخ مرگ)          | انتصاب        | اتمام         | مدت            | حزب سیاسی | منابع             |
| ---- | ------------ | ------------------------ | ------------- | ------------- | -------------- | --------- | ----------------- |
| ۱    | سلام فیاض    | سلام فیاض (زادهٔ ۱۹۵۱)    | ۶ ژانویه ۲۰۱۳ | ۶ ژوئن ۲۰۱۳   | ۱۵۱ روز        | راه سوم   |                   |
| ۲    | رامی حمدالله | رامی حمدالله (زادهٔ ۱۹۵۸) | ۶ ژوئن ۲۰۱۳   | ۱۴ آوریل ۲۰۱۹ | ۵ سال، ۳۱۲ روز | مستقل     | [ ۳ ] [ ۴ ] [ ۵ ] |
| ۳    | محمد اشتیه   | محمد اشتیه (زادهٔ ۱۹۵۹)   | ۱۴ آوریل ۲۰۱۹ | ۳۱ مارس ۲۰۲۴  | ۴ سال، ۳۵۲ روز | فتح       |                   |
| ۴    | محمد مصطفی   | محمد مصطفی (زادهٔ ۱۹۵۴)   | ۳۱ مارس ۲۰۲۴  | اکنون         | ۱ سال، ۱۱۸ روز | مستقل     |                   |